# 康涅狄格大学-圣母大学女子篮球竞争
康涅狄格大学-圣母大学女子篮球竞争（Notre Dame–UConn women's basketball rivalry）是指康涅狄格大学哈士奇女子篮球队与圣母大学爱尔兰战士女子篮球队在大学女子篮球项目中的校际竞争。康涅狄格大学与圣母大学共交手48次，其中7次在NCAA锦标赛中相遇，包括两次争夺NCAA全国冠军。目前，康涅狄格大学以36胜、12负占优。
康涅狄格大学与圣母大学同为大学女子篮球运动中的劲旅，康涅狄格大学共11次夺得全国冠军，圣母大学则8次进入最终四强、两获全国冠军。两队原先曾同属大东联盟，康涅狄格大学于1989年至2013年间共23次进入联盟决赛，而期间圣母大学则7次闯入决赛。
2011年4月至2013年3月间，圣母大学在与康涅狄格大学的8次较量中7度取胜，是自田纳西大学后所有球队对康涅狄格大学所取得的最佳战绩。2014年，两队同时以不败战绩进入全国总决赛，这也是NCAA历史上首次两支不败球队同时进军决赛。最终，康涅狄格大学轻松取胜。次年，两队再度在总决赛中相逢，康涅狄格大学卫冕成功。2018年，圣母大学在半决赛中以91:89击败康涅狄格大学，并在随后夺得了队史上的第二座冠军奖杯。